# Keewatin (Minnesota)
Keewatin ist eine Kleinstadt (mit dem Status „City“) im Itasca County im US-amerikanischen Bundesstaat Minnesota. Das U.S. Census Bureau hat bei der Volkszählung 2020 eine Einwohnerzahl von 984 ermittelt.

## Geografie
Keewatin liegt im nördlichen Minnesota auf 47°23′59″ nördlicher Breite und 93°04′21″ westlicher Länge. Der Ort erstreckt sich über 7,46 km², die sich auf 6,37 km² Land- und 1,09 km² Wasserfläche verteilen.
Benachbarte Orte von Keewatin sind Hibbing (an der östlichen Stadtgrenze) und Nashwauk (an der westlichen Stadtgrenze).
Die nächstgelegenen größeren Städte sind Fargo in North Dakota (318 km westlich), Winnipeg in der kanadischen Provinz Manitoba (518 km nordwestlich), Thunder Bay in der kanadischen Provinz Ontario (368 km ostnordöstlich), Duluth am Oberen See (129 km südöstlich) und Minneapolis (300 km südlich).
Die Grenze zu Kanada befindet sich 176 km nördlich.

## Verkehr
In west-östlicher Richtung führt der U.S. Highway 169 als Hauptstraße durch Keewatin. Alle weiteren Straßen sind untergeordnete und teils unbefestigte Fahrwege sowie innerörtliche Verbindungsstraßen.
In einigen Kilometern Entfernung verläuft parallel zum US 169 eine Eisenbahnlinie der BNSF Railway durch das Stadtgebiet von Keewatin.
Mit dem Grand Rapids – Itasca County Airport befindet sich 49,9 km südwestlich ein Regionalflugplatz. Die nächsten Großflughäfen sind der Hector International Airport in Fargo (331 km westlich), der Winnipeg James Armstrong Richardson International Airport (526 km nordwestlich) und der Minneapolis-Saint Paul International Airport (313 km südlich).

## Demografische Daten
Nach der Volkszählung im Jahr 2010 lebten in Keewatin 1068 Menschen in 475 Haushalten. Die Bevölkerungsdichte betrug 167,7 Einwohner pro Quadratkilometer. In den 475 Haushalten lebten statistisch je 2,25 Personen.
Ethnisch betrachtet setzte sich die Bevölkerung zusammen aus 95,8 Prozent Weißen, 0,5 Prozent Afroamerikanern, 1,3 Prozent amerikanischen Ureinwohnern, 0,2 Prozent Asiaten sowie 0,1 Prozent (eine Person) aus anderen ethnischen Gruppen; 2,2 Prozent stammten von zwei oder mehr Ethnien ab. Unabhängig von der ethnischen Zugehörigkeit waren 0,3 Prozent der Bevölkerung spanischer oder lateinamerikanischer Abstammung.
23,2 Prozent der Bevölkerung waren unter 18 Jahre alt, 62,7 Prozent waren zwischen 18 und 64 und 14,1 Prozent waren 65 Jahre oder älter. 48,5 Prozent der Bevölkerung war weiblich.
Das mittlere jährliche Einkommen eines Haushalts lag bei 28.977 USD. Das Pro-Kopf-Einkommen betrug 16.245 USD. 35,1 Prozent der Einwohner lebten unterhalb der Armutsgrenze.